# San Diego Gulls (1990–1995)
För andra betydelser, se San Diego Gulls (olika betydelser).
San Diego Gulls var ett amerikanskt professionellt ishockeylag som spelade i International Hockey League (IHL) mellan 1990 och 1995. De spelade sina hemmamatcher i inomhusarenan San Diego Sports Arena i San Diego i Kalifornien. Efter att säsongen 1994–1995 var färdigspelad flyttades Gulls till Los Angeles för att vara Los Angeles Ice Dogs, året efter flyttades det igen och den här gången till Long Beach för att vara Long Beach Ice Dogs. Laget hade samarbete med New York Rangers och Mighty Ducks of Anaheim i National Hockey League (NHL). Gulls vann aldrig någon Turner Cup, som gavs ut till vinnaren av IHL:s slutspel.
Spelare som har spelat för dem är bland andra Greg Brown, Sean Burke, John Byce, Glen Hanlon, Peter Laviolette, Clint Malarchuk, Myles O'Connor, Steve Rucchin, Lindy Ruff, Miroslav Šatan, Michail Sjtalenkov, Mike Sullivan och Ray Whitney.